# رابرت ترامپ
رابرت استوارت ترامپ (به انگلیسی: Robert Stewart Trump) (۲۶ اوت ۱۹۴۸ – ۱۵ اوت ۲۰۲۰) تاجر و توسعه دهنده املاک و مستغلات اهل ایالات متحده آمریکا بود. وی برادر کوچک دونالد ترامپ، چهل و پنجمین رئیس‌جمهور ایالات متحده آمریکا بود.
وی در ۱۵ اوت ۲۰۲۰ به دلیلی نامعلوم درگذشت.

## اوایل زندگی
رابرت ترامپ در ۲۶ اوت ۱۹۴۸ در کویینز بخشی از نیویورک سیتی از فرد ترامپ و مری ترامپ زاده شد.
رابرت ترامپ جوان‌ترین فرزند از پنج فرزند آن‌ها بود. خواهر و برادرهای وی دونالد، مرین، فرد جونیور و الیزابت بودند.

## رابطه‌ با دونالد ترامپ
در سال ۱۹۹۰، دونالد ترامپ رابرت را مسئول کازینو هتل تاج محل ترامپ در آتلانتیک سیتی، نیوجرسی قرار داد.
رابرت ترامپ همچنین یک حامی وفادار در فعالیت سیاسی برادرش بود. رابرت ترامپ در مصاحبه ای در سال ۲۰۱۶، هنگام کارزار های انتخاباتی برادرش اظهار داشت: "من از دونالد هزار درصد حمایت می کنم."

## بیماری و مرگ
در ژوئن سال ۲۰۲۰، گزارش شد که رابرت یک هفته را در بخش مراقبت های ویژه در بیمارستانی در منهتن گذرانده ولی مرخص شده است. در ۱۴ اوت، کاخ سفید اعلام کرد که رابرت مجدداً در بیمارستان بستری شده و برادرش، رئیس جمهور دونالد ترامپ، به ملاقات وی خواهد رفت. رئیس جمهور ترامپ همان روز با وی دیدار کرد ، بعد از ملاقات دونالد ترامپ اظهار کرد که "رابرت بسیار بیمار است" و "روزهای سختی را سپری می کند".  رابرت ترامپ یک روز بعد، در ۱۵ اوت ۲۰۲۰، ۱۱ روز قبل از تولد ۷۲ سالگی‌اش در ۷۱ سالگی درگذشت. علت مرگ وی هنوز فاش نشده است.
پس از مرگ رابرت، دونالد ترامپ در بیانیه ای کتبی، نوشت: "او فقط برادر من نبود، بلکه بهترین دوست من هم بود." مراسم ختمی برای وی در اتاق شرقی کاخ سفید با حضور ۱۵۰ مهمان برگزار شد. این تقریباً برای اولین بار در حدود یک قرن بود که یک رئیس جمهور در اتاق شرقی مراسم ختم برگزار می کرد. مقامات کاخ سفید اظهار داشتند که تمام هزینه ها به طور خصوصی توسط رئیس جمهور ترامپ پرداخت شده است.